# Nationalpark Vũ Quang
Der Nationalpark Vũ Quang (vietn. Vườn quốc gia Vũ Quang) liegt im Nordwesten Vietnams ist vor allem dafür bekannt, dass in den 1990er Jahren die Vu-Quang-Antilope und der Riesenmuntjak in dieser Gegend entdeckt wurden. Beide Tierarten waren der Wissenschaft vorher unbekannt und man konnte kaum noch mit der Entdeckung so großer Säugetierarten rechnen. Der Park umfasst eine Fläche von 559 Quadratkilometern und beinhaltet Höhenlagen zwischen 30 m und 2286 m. Neben seltenen Säugetieren zeichnet sich das Schutzgebiet durch eine sehr vielgestaltige Vogelwelt aus. Insgesamt leben 273 Vogelarten im Park. Unter den Säugetieren sind neben der Vu-Quang-Antilope auch Asiatische Elefanten, Gaure, Rhesusaffen, Bärenmakaken, Rotschenkel-Kleideraffen und Seraue zu finden.
Im Park sind zwei Forschungsstationen zur Bekämpfung der Urwaldabholzung eingerichtet.